# 圣乔瓦尼-伊拉廖内
圣乔瓦尼-伊拉廖内（義大利語：San Giovanni Ilarione）是意大利威尼托大区维罗纳省的一个市镇。总面积25.31平方公里，人口5193人，人口密度205.2人/平方公里（2009年）。国家统计（ISTAT）代码为023070。